# Kalba SC
Al-Ittihad Kalba SC is een professionele voetbalclub uit de stad Kalba in het Sharjah emiraat (Verenigde Arabische Emiraten). De club werd opgericht in 1972 en speelt anno 2019 in de UAE Arabian Gulf League.

## Geschiedenis
Al Ittihad Kalba werd opgericht in 1972 toen twee clubs (Al Shabab) en (Al Rooba) fuseerden met (Al Riyadiya) om Al-Ittihad Kalba te creëren.

## Erelijst
Kampioen 2e divisie in 1980, 1989, 1996, 1999, 2010, 2012, 2014

## Bekende (oud-)spelers
- Aboubacar M'Baye Camara
- Kamel Chafni
- Balázs Dzsudzsák
- Luís Leal
- Modibo Maïga
- Olaf Marschall
- Giovanni Sio

### Nederlandse (oud-)spelers
- Evert Linthorst
- Navarone Foor